# Onnasjärvi (västra)
Onnasjärvi och Onnasjärvi (östra) eller Onnasjärvet är sjöar i Finland. De ligger i kommunen Enontekis i landskapet Lappland, i den norra delen av landet, 900 km norr om huvudstaden Helsingfors. Onnasjärvet ligger 332 meter över havet. Arean är 21,9 hektar och strandlinjen är 2,11 kilometer lång. Sjön  ingår i Kemi älvs huvudavrinningsområde.   Omgivningarna runt Onnasjärvi är i huvudsak ett öppet busklandskap.